# Wat Sri Suphan
Il Wat Sri Suphan (in thailandese วัดศรีสุพรรณ, Wat Si Suphan) è un tempio buddista in stile Lanna situato nella città di Chiang Mai, nel nord della Thailandia. È conosciuto anche come "Tempio d'argento" per via delle grandi decorazioni in argento, alluminio e nichel che ricoprono sia l'interno che l'esterno della struttura.

## Storia
Fondato intorno al 1500 durante il regno del re Mueang Kaeo della dinastia Mangrai, il tempio sorge sulla strada di Wua Lai nel sottodistretto di Haiya, un'area della città i cui abitanti, oggi come in passato, sono in gran parte artigiani esperti nella lavorazione dell'argento. Dal 1957 al 1972 si può parlare di «periodo d'oro» per la vendita di manufatti in argento, grazie all'incremento del turismo e all'aumento della domanda; negli anni Sessanta si potevano contare circa duecento artigiani. L'aumento del benessere per i cittadini locali portò inevitabilmente ad un cambiamento nella pratica, inizialmente visibile con l'utilizzo dell'alluminio per ridurre le quantità di argento nei manufatti. La maggiore accessibilità ad un'educazione superiore ha portato la generazione più giovane ad allontanarsi dall'artigianato, risultando in una diminuzione di argentieri. La sala delle ordinazioni e il chedi Phra Wihan Borommathai sono vennero completati nel 1509.

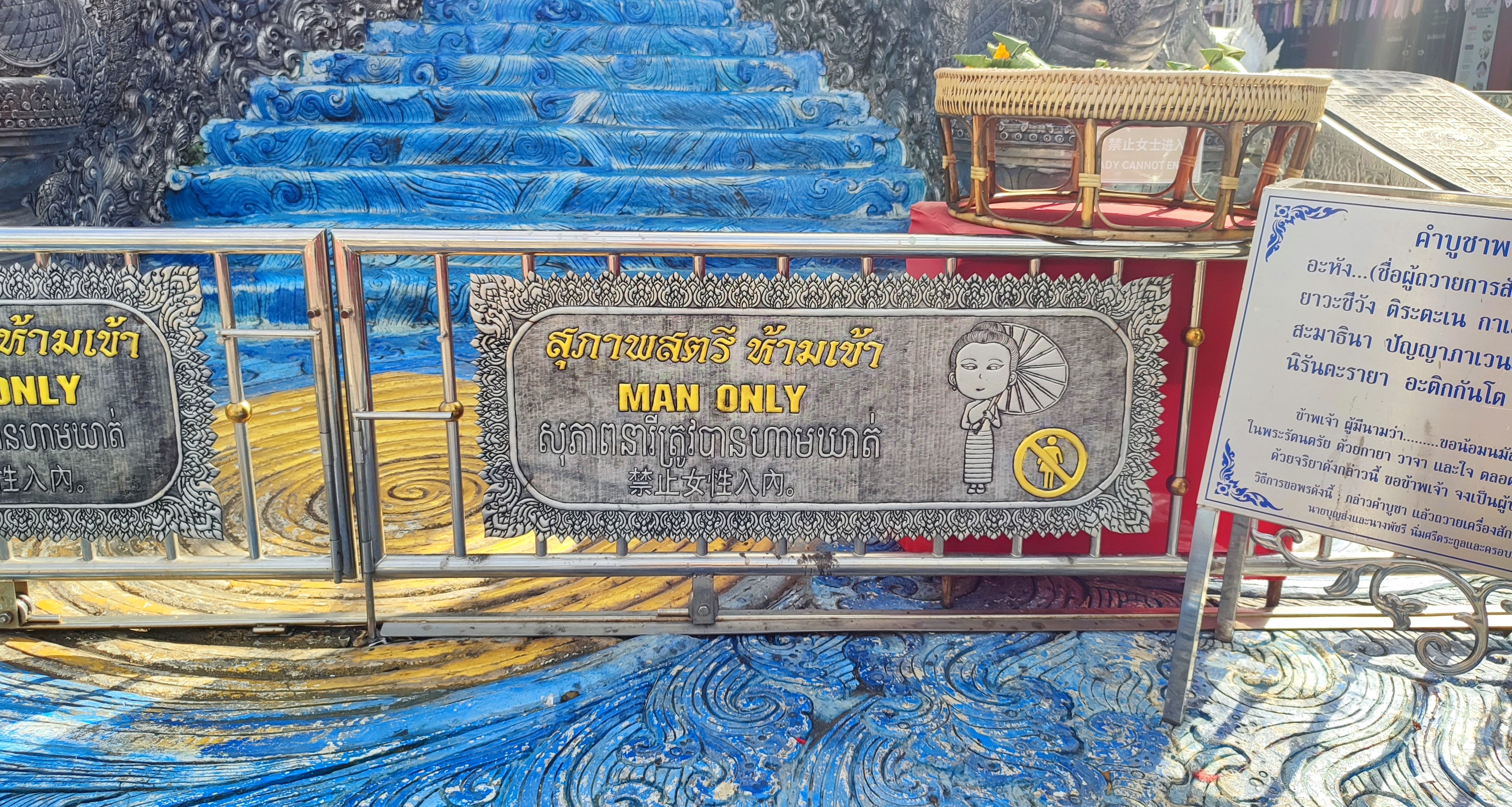
L'accesso all'interno del tempio è riservato agli uomini

In origine il tempio non era costruito con questo metallo, tuttavia le riparazioni effettuate nel tempo vennero invece realizzate utilizzando argento e altri metalli simili. La maestria degli argentieri ha permesso di utilizzare pannelli in argento, nichel e alluminio per completare la sala delle ordinazioni del tempio, a cui si aggiungono grandi sculture decorative e lavori di sbalzo realizzate con gli stessi materiali. Nel 2008 si è deciso infine di ricoprire l'intero tempio d'argento, per un costo totale di un milione di dollari.
La sala delle ordinazioni del Wat Sri Suphan è in uso attivo e alle donne è vietato l'ingresso.